# Llívia (Lleida)
|  | Aquest article és sobre la partida de Lleida. Vegeu Llívia pel municipi de la Cerdanya. |

Llívia és una partida de Lleida. L'any 2018 tenia 1.306 habitants, 858 dels quals al nucli, i 448 en disseminats.